# Adobogíona la Jove
Adobogíona (c. 70 aC - c. 30 aC ) fou una filla il·legítima del rei Mitridates VI del Pont. La seva mare era la princesa gàlata Adobogíona la Vella. Després de la mort del seu pare, Adobogíona es va casar amb el noble Càstor de Galàcia, tetraca de tots els gàlates del 41/40 al 37/36 aC. El seu fill, Deiòtar Filadelf, es va convertir en l'últim rei de Paflagònia en algun moment abans del 31 aC i va governar fins a la seva mort al voltant del 6 dC.